# Französische Rugby-Union-Meisterschaft 2015/16
Die Saison 2015/16 war die 117. Austragung der französischen Rugby-Union-Meisterschaft (französisch Championnat de France de rugby à XV). Sie umfasste 14 Mannschaften in der obersten Liga Top 14 und 16 Mannschaften in der zweithöchsten Liga Pro D2.

## Top 14
Die reguläre Saison der Top 14 umfasste 26 Spieltage (je eine Vor- und Rückrunde). Sie begann am 22. August 2015 und dauerte bis zum 4. Juni 2016. Die zwei bestplatzierten Mannschaften qualifizierten sich direkt für das Halbfinale und trafen dort auf die Gewinner der Viertelfinalspiele, die zwischen den Dritt- bis Sechstplatzierten ausgetragen wurden. Im Endspiel, das am 24. Juni 2016 im Camp Nou in Barcelona stattfand, trafen die zwei Halbfinalsieger aufeinander und spielten um den Bouclier de Brennus. Dabei setzte sich Racing 92 gegen den RC Toulon durch und errang zum siebten Mal den Meistertitel. Die SU Agen und die US Oyonnax mussten in die Pro D2 absteigen.

### Tabelle
M = Amtierender Meister

A = Aufsteiger
|     | Team                       | Spiele | Siege | Unent. | Ndlg. | Spiel- punkte | Diff. | Bonus- punkte | Tabellen- punkte |
| --- | -------------------------- | ------ | ----- | ------ | ----- | ------------- | ----- | ------------- | ---------------- |
| 01. | ASM Clermont Auvergne      | 26     | 18    | 1      | 7     | 735:431       | + 304 | 14            | 88               |
| 02. | RC Toulon                  | 26     | 16    | 0      | 10    | 764:446       | + 318 | 18            | 82               |
| 03. | Montpellier Hérault Rugby  | 26     | 18    | 0      | 8     | 723:569       | + 154 | 9             | 81               |
| 04. | Racing 92                  | 26     | 18    | 1      | 7     | 614:522       | + 92  | 7             | 81               |
| 05. | Stade Toulousain           | 26     | 16    | 2      | 8     | 680:393       | + 287 | 11            | 79               |
| 06. | Castres Olympique          | 26     | 15    | 0      | 11    | 650:496       | + 154 | 11            | 71               |
| 07. | Union Bordeaux Bègles      | 26     | 14    | 2      | 10    | 552:503       | + 49  | 7             | 67               |
| 08. | CA Brive                   | 26     | 13    | 1      | 12    | 540:545       | − 5   | 8             | 62               |
| 09. | Atlantique Stade Rochelais | 26     | 11    | 0      | 15    | 553:656       | − 103 | 10            | 54               |
| 10. | FC Grenoble                | 26     | 10    | 0      | 16    | 605:779       | − 174 | 7             | 47               |
| 11. | Section Paloise (A)        | 26     | 10    | 1      | 15    | 420:675       | − 255 | 4             | 46               |
| 12. | Stade Français (M)         | 26     | 9     | 0      | 17    | 543:631       | − 88  | 5             | 41               |
| 13. | SU Agen (A)                | 26     | 5     | 0      | 21    | 531:846       | − 315 | 6             | 26               |
| 14. | US Oyonnax                 | 26     | 5     | 0      | 21    | 429:847       | − 418 | 4             | 24               |

Die Punkte wurden wie folgt verteilt:
- 5 Punkte bei einem Forfaitsieg
- 4 Punkte bei einem Sieg
- 2 Punkte bei einem Unentschieden
- 0 Punkte bei einer Niederlage (vor möglichen Bonuspunkten)
- −2 Punkte bei einer Forfaitniederlage
- 1 Bonuspunkt bei drei Versuchen mehr als der Gegner
- 1 Bonuspunkt bei einer Niederlage mit weniger als fünf Punkten Unterschied

### Finalphase

#### Viertelfinale
| 11. Juni 2016 20:45 MESZ | Racing 92                                                              | 21 : 16        | Stade Toulousain                                                                       | Stade Olympique Yves-du-Manoir, Colombes Zuschauer: 9.891 Schiedsrichter: Pascal Gaüzère |
| 11. Juni 2016 20:45 MESZ | Straftritte: Carter (6/6) 5., 13., 17., 21., 64., 75. Goosen (1/3) 48. | (12:6) Bericht | Versuche: Fickou 67. erh. Erhöhungen: Bézy (1/1) Straftritte: Bézy (3/4) 10., 26., 43. | Stade Olympique Yves-du-Manoir, Colombes Zuschauer: 9.891 Schiedsrichter: Pascal Gaüzère |

| 12. Juni 2016 16:15 MESZ | Montpellier Hérault Rugby | 28 : 9         | Castres Olympique                                         | Altrad Stadium, Montpellier Zuschauer: 11.656 Schiedsrichter: Laurent Cardona |
| 12. Juni 2016 16:15 MESZ | Versuche: Nagusa 13. n.erh. Willemse 52. erh. Spies 75. erh. Erhöhungen: Catrakilis (2/3) Straftritte: Catrakilis (3/3) 9., 34., 74. | (11:3) Bericht | Straftritte: Urdapilleta (1/2) 38. Kockott (2/3) 49., 65. | Altrad Stadium, Montpellier Zuschauer: 11.656 Schiedsrichter: Laurent Cardona |

#### Halbfinale
| 17. Juni 2016 20:45 MESZ | ASM Clermont Auvergne | 33 : 34 n. V.  | Racing 92 | Roazhon Park, Rennes Zuschauer: 29.013 Schiedsrichter: Alexandre Ruiz |
| 17. Juni 2016 20:45 MESZ | Versuche: Chouly 40. n.erh. Fofana 62. erh. Erhöhungen: Lopez (1/1) Straftritte: Parra (1/2) 33. Lopez (3/3) 42., 46., 53. Spedding (1/2) 87. James (1/2) 92. Dropgoals: Lopez (1/1) 4. | (8:13) Bericht | Versuche: Goosen 27. erh. Rokocoko 47. n.erh. Imhoff 98. erh. Erhöhungen: Carter (2/3) Straftritte: Carter (5/6) 16., 22., 25., 50., 58. | Roazhon Park, Rennes Zuschauer: 29.013 Schiedsrichter: Alexandre Ruiz |

| 18. Juni 2016 20:45 MESZ | RC Toulon | 27 : 18        | Montpellier Hérault Rugby                                                                              | Roazhon Park, Rennes Zuschauer: 28.937 Schiedsrichter: Romain Poite |
| 18. Juni 2016 20:45 MESZ | Versuche: Tuisova 31. n.erh. Nonu 43. erh. Erhöhungen: Halpfenny (1/2) Straftritte: Halfpenny (5/6) 2., 11., 19., 50., 64. | (14:6) Bericht | Versuche: Mogg 54. n.erh., 59. erh. Erhöhungen: Catrakilis (1/2) Straftritte: Catrakilis (2/3) 8., 14. | Roazhon Park, Rennes Zuschauer: 28.937 Schiedsrichter: Romain Poite |

#### Finale
| 24. Juni 2016 20:45 MESZ | Racing 92                                                                                                 | 29 : 21        | RC Toulon | Camp Nou, Barcelona Zuschauer: 99.124 Schiedsrichter: Mathieu Raynal |
| 24. Juni 2016 20:45 MESZ | Versuche: Rokocoko 59. n.erh. Straftritte: Carter (5/5) 7., 25., 40., 58., 80. Goosen (3/3) 33., 48., 51. | (14:9) Bericht | Versuche: Gorgodse 29. n.erh. Mermoz 71. erh. Erhöhungen: Halpfenny (1/2) Straftritte: Halpfenny (3/3) 2., 19., 33. | Camp Nou, Barcelona Zuschauer: 99.124 Schiedsrichter: Mathieu Raynal |

| 15                                | Brice Dulin        |     |     |
| 14                                | Joe Rokocoko       |     |     |
| 13                                | Johan Goosen       |     |     |
| 12                                | Henry Chavancy     |     |     |
| 11                                | Juan Imhoff        |     |     |
| 10                                | Daniel Carter      |     |     |
| 09                                | Maxime Machenaud   | 18′ |     |
| 08                                | Chris Masoe        | 74. |     |
| 07                                | Yannick Nyanga     |     |     |
| 06                                | Wenceslas Lauret   |     |     |
| 05                                | Manuel Carizza     | 70. |     |
| 04                                | Bernard Le Roux    |     |     |
| 03                                | Ben Tameifuna      | 63. | 77. |
| 02                                | Dimitri Szarzewski | 61. |     |
| 01                                | Eddy Ben Arous     | 72. |     |
| Auswechselspieler:                |                    |     |     |
| 16                                | Camille Chat       | 61. |     |
| 17                                | Chatschik Wartanow | 72. | 77. |
| 18                                | Juandré Kruger     | 70. |     |
| 19                                | Antonie Claassen   | 74. |     |
| 20                                | Xavier Chauveau    |     |     |
| 21                                | Marc Andreu        |     |     |
| 22                                | Albert VuliVuli    |     |     |
| 23                                | Luc Ducalcon       | 63. |     |
| Trainer:                          |                    |     |     |
| Laurent Labit und Laurent Travers |                    |     |     |

| 15                 | Leigh Halfpenny             | 74.              |
| 14                 | Josua Tuisova               | 63.              |
| 13                 | Mathieu Bastareaud          |                  |
| 12                 | Maxime Mermoz               |                  |
| 11                 | Bryan Habana                |                  |
| 10                 | Matt Giteau                 | 63.              |
| 09                 | Jonathan Pélissié           |                  |
| 08                 | Steffon Armitage            |                  |
| 07                 | Juan Martín Fernández Lobbe |                  |
| 06                 | Mamuka Gorgodse             | 65.              |
| 05                 | Konstantin Mikautadse       | 56.              |
| 04                 | Samu Manoa                  |                  |
| 03                 | Lewan Tschilatshawa         | 63.              |
| 02                 | Guilhem Guirado             | 56.              |
| 01                 | Xavier Chiocci              | 50. bis 60.′ 74. |
| Auswechselspieler: |                             |                  |
| 16                 | Jean-Charles Orioli         | 56.              |
| 17                 | Florian Fresia              | 74.              |
| 18                 | Romain Taofifénua           | 56.              |
| 19                 | Virgile Bruni               | 65.              |
| 20                 | Théo Belan                  | 74.              |
| 21                 | Delon Armitage              | 63.              |
| 22                 | Frédéric Michalak           | 63.              |
| 23                 | Manasa Saulo                | 63.              |
| Trainer:           |                             |                  |
| Bernard Laporte    |                             |                  |

### Statistik

#### Meiste erzielte Versuche
|    | Name            | Versuche | Verein                    |
| -- | --------------- | -------- | ------------------------- |
| 1. | Timoci Nagusa   | 16       | Montpellier Hérault Rugby |
| 2. | Josua Tuisova   | 12       | RC Toulon                 |
| 3. | David Smith     | 11       | Castres Olympique         |
| 4. | Gaël Fickou     | 9        | Stade Toulousain          |
| 4. | Marvin O’Connor | 9        | Montpellier Hérault Rugby |
| 4. | David Strettle  | 9        | ASM Clermont Auvergne     |
| 4. | Alex Tulou      | 9        | Castres Olympique         |

#### Meiste erzielte Punkte
|    | Name                | Punkte | Versuche | Erhöhungen | Penaltys | Dropkicks | Verein                     |
| -- | ------------------- | ------ | -------- | ---------- | -------- | --------- | -------------------------- |
| 1. | Gaëtan Germain      | 319    | 2        | 33         | 81       | 0         | CA Brive                   |
| 2. | Zack Holmes         | 256    | 1        | 24         | 66       | 0         | Atlantique Stade Rochelais |
| 3. | Burton Francis      | 246    | 2        | 28         | 59       | 1         | SU Agen                    |
| 4. | Jonathan Wisniewski | 240    | 3        | 27         | 55       | 1         | FC Grenoble                |
| 5. | Jules Plisson       | 208    | 1        | 19         | 54       | 1         | Stade Français             |

## Pro D2
Die reguläre Saison der Pro D2 umfasste 30 Spieltage. Sie begann am 21. August 2015 und dauerte bis zum 20. Mai 2016. Als bestplatzierte Mannschaft stieg Lyon Olympique Universitaire direkt in die Top 14 auf. Die Mannschaften auf den Plätzen 2 bis 5 bestritten ein Playoff und den zweiten Aufstiegsplatz. Diesen sicherte sich Aviron Bayonnais. Der Pays d’Aix RC und Tarbes Pyrénées Rugby mussten in die Amateurliga Fédérale 1 absteigen.

### Tabelle
T = Absteiger Top 14

F = Aufsteiger Fédérale 1
|     | Team                             | Spiele | Siege | Unent. | Ndlg. | Spiel- punkte | Diff. | Bonus- punkte | Tabellen- punkte |
| --- | -------------------------------- | ------ | ----- | ------ | ----- | ------------- | ----- | ------------- | ---------------- |
| 01. | Lyon Olympique Universitaire (T) | 30     | 25    | 0      | 5     | 971:493       | + 478 | 17            | 117              |
| 02. | Aviron Bayonnais (T)             | 30     | 19    | 1      | 10    | 658:602       | + 56  | 8             | 86               |
| 03. | Stade Aurillacois                | 30     | 18    | 0      | 12    | 724:613       | + 111 | 9             | 81               |
| 04. | Stade Montois                    | 30     | 17    | 1      | 12    | 655:611       | + 44  | 8             | 78               |
| 05. | Colomiers Rugby                  | 30     | 16    | 3      | 11    | 629:590       | + 39  | 8             | 78               |
| 06. | AS Béziers                       | 30     | 17    | 1      | 12    | 745:662       | + 83  | 7             | 77               |
| 07. | USA Perpignan                    | 30     | 15    | 1      | 14    | 676:615       | + 61  | 11            | 73               |
| 08. | Biarritz Olympique 3             | 30     | 14    | 0      | 16    | 674:656       | + 18  | 8             | 64               |
| 09. | CS Bourgoin-Jallieu 3            | 30     | 12    | 0      | 18    | 595:642       | − 47  | 14            | 62               |
| 10. | SC Albi                          | 30     | 13    | 2      | 15    | 591:643       | − 52  | 6             | 62               |
| 11. | RC Narbonne 3                    | 30     | 13    | 0      | 17    | 602:653       | − 51  | 8             | 60               |
| 12. | US Montauban                     | 30     | 12    | 0      | 18    | 570:624       | − 54  | 10            | 58               |
| 13. | Tarbes Pyrénées Rugby 2          | 30     | 13    | 0      | 17    | 543:630       | − 87  | 9             | 53               |
| 14. | US Carcassonne                   | 30     | 11    | 0      | 19    | 484:741       | − 257 | 5             | 49               |
| 15. | US Dax 1                         | 30     | 10    | 1      | 19    | 538:713       | − 175 | 6             | 48               |
| 16. | Pays d’Aix RC (F)                | 30     | 10    | 0      | 20    | 549:716       | − 167 | 6             | 46               |

Die Punkte werden wie folgt verteilt:
- 5 Punkte bei einem Forfaitsieg
- 4 Punkte bei einem Sieg
- 2 Punkte bei einem Unentschieden
- 0 Punkte bei einer Niederlage (vor möglichen Bonuspunkten)
- −2 Punkte bei einer Forfaitniederlage
- 1 Bonuspunkt bei drei Versuchen mehr als der Gegner
- 1 Bonuspunkt bei einer Niederlage mit weniger als fünf Punkten Unterschied

### Playoff um den zweiten Aufstiegsplatz
Halbfinale
| 28. Mai 2016 | Stade Aurillacois | 28 : 13 | Stade Montois | Stade Jean-Alric, Aurillac |
| 28. Mai 2016 |                   |         |               | Stade Jean-Alric, Aurillac |

| 29. Mai 2016 | Aviron Bayonnais | 28 : 16 | Colomiers Rugby | Stade Jean-Dauger, Bayonne |
| 29. Mai 2016 |                  |         |                 | Stade Jean-Dauger, Bayonne |

Finale
| 4. Juni 2016 | Aviron Bayonnais | 21 : 16 | Stade Aurillacois | Stade Ernest-Wallon, Toulouse |
| 4. Juni 2016 |                  |         |                   | Stade Ernest-Wallon, Toulouse |